# Phthiracarus undatus
Phthiracarus undatus är en kvalsterart som beskrevs av Oudemans 1916. Phthiracarus undatus ingår i släktet Phthiracarus och familjen Phthiracaridae. Inga underarter finns listade i Catalogue of Life.